# سپیانا
سپیانا (به ایتالیایی: Seppiana) یک کومونه در ایتالیا است که در استان وربانو-کوزیو-اوسولا واقع شده‌است.

## خصوصیات
سپیانا ۵٫۷ کیلومترمربع مساحت و ۱۷۶ نفر جمعیت دارد.